# Stopa (miara)
Stopa – jednostka miary, nawiązująca do przeciętnej długości stopy ludzkiej. W różnych krajach miała ona różną długość. Zmieniała się także na przestrzeni wieków. Obecnie przez stopę najczęściej rozumie się stopę angielską (foot) = 30,480 cm, czyli 1 m = 3,280840 stopy. Skrót: ft. Stosowany jest także symbol ′ (prim), np. 50′. Dawniej spotykało się również zapis z użyciem apostrofu zastępczego (np. 50').
Najczęściej stanowiła 1/2 łokcia i dzieliła się na 12 cali.
Stopa polska:
- stopa staropolska, tj. warszawska – do 1819 r. = 29,78 cm
- stopa galicyjska, tj. lwowska – 1787–1856 r. = 29,77 cm
- stopa wrocławska – do 1816 r. = 28,80 cm
- stopa krakowska – 1836–1857 r. = 29,8 cm
- stopa litewska = ok. 32 cm

Za granicą:
- stopa duńska (fod) – ok. 1835 = 31,384 cm
- stopa angielska (foot) – ok. 1835 = 30,480 cm
- stopa szwedzka (Fot) – ok. 1835 = 29,690 cm
- stopa hanowerska (Fuss) – ok. 1835 = 29,199 cm
- stopa lubecka (Fuss) – ok. 1835 = 28,852 cm
- stopa hamburska (Fuss) – ok. 1835 = 28,649 cm
- stopa drezdeńska (Fuss) – ok. 1835 = 28,326 cm
- stopa lipska (Fuss) – ok. 1835 = 28,266 cm
- stopa madrycka (pies) – ok. 1835 = 28,266 cm
- stopa paryska (pied) – ok. 1769 = 32,484 cm (144 linie paryskie)

Miary antyczne:
- stopa attycka = 29,6 cm
- stopa eginecka = 33,3 cm
- stopa egipska = 35 cm
- stopa grecka = 30,83 cm
- stopa olimpijska = 32 cm
- stopa pergameńska = 35 cm
- stopa rzymska = 29,6 cm
- stopa używana w architekturze = 29,4–29,6 cm i 32,6 cm